# Агурски водопади
Агурските водопади  са каскада от водопади на река Агура в квартал Хостински на град Сочи. Разстоянието от брега на Черно море е 4 км.
Територията на водопадите е включена в защитената зона „Агурски водопади“ на 26 януари 1988 г.
Долният Агурски водопад се състои от две каскади: долната е с височина 18 м, а горната е с височина 12 м. Под нея има широк и дълбок басейн с кристално синя вода. От каньона „Дяволската дупка“ до Долния водопад са около 1,5 км. Зад първия водопад минват поредица от стълби и изкачвания, водещи през 500 м до Средния Агурски водопад – 23 метра, а след това до Горния – 21-метров водопад. Близо до Горния водопад, вляво от пътеката, има скали, наречени „Орлови скали“.
След това пътеката се вие по десния бряг на реката до сливането на Агура и нейния приток Агурчик, където има голяма поляна, наричана от туристите „Поляната на срещите“. За да се стигне до поляната трябва да пресече Агура. От първия Агурски водопад до сечището са 2,5 км.

## Легенда
Според една от местните легенди момиче на име Агура помогнало на Прометей, окован за скала. Бог Ахин, който пази бога-титан на Древна Гърция, разбира за това и, като се ядосал, превръща момичето в река. Вероятно тази легенда е измислена през последните няколко десетилетия, за да повиши туристическата привлекателност на Агурските водопади и „Орловите скали“.

## Галерия
- Горният водопад
- Агурските водопади, видео